# Merdzsefaré
Merdzsefaré az ókori egyiptomi XIV. dinasztia egyik uralkodója. Három vagy négy évig uralkodott, i. e. 1700 körül. Avariszból uralkodott a Nílus-delta keleti és talán nyugati része fölött.

## Említései
Merdzsefaré – Neheszi, Nebszenré és Szeheperenré mellett – egyike annak a mindössze négy, teljes bizonyossággal ehhez a dinasztiához sorolt uralkodónak, akiknek neve nem csak a torinói királylistáról ismert. Említik egy Reniszoneb nevű királyi pecséthordozó és kincstárnok sztéléjén is. A sztélén, amely egy 1988-89-es ásatási évadban került elő, a király Szopdu-har-szopdu istennek áldoz; eredetileg Reniszoneb sírjában állhatott a Nílus-delta délkeleti részén, Szaft el-Hinnában, ma a Krief magángyűjtemény része.

## Helye a kronológiában
Merdzsefaré helye a XIV. dinasztia kronológiájában a torinói királylistának köszönhetően valamennyire biztosnak mondható; a papiruszon a 9. oszlop 5. sorában szerepel. A királylista szerint 3–4 évig uralkodott (ez a XIV. dinasztia királyai közt az egyik leghosszabbnak minősül), elődje Szehebré volt, utódja III. Szeuadzskaré.
Abszolút helye a kronológiában vitatott. Kim Ryholt és Darrell Baker szerint dinasztiája tizedik uralkodója volt, és i. e. 1700 körül uralkodott három vagy négy évig. Ryholt rekonstrukciója azonban a korszak több más tudósa, például Manfred Bietak és Jürgen von Beckerath szerint is vitatott, ők úgy tartják, a dinasztia nem sokkal Neheszi uralkodása előtt kezdődött, i. e. 1710 körül, nem 1805 körül, ahogy Ryholt feltételezi. Ebben az esetben Merdzsefaré a dinasztia ötödik uralkodója.

## Személyazonossága
Mivel titulatúrájából csak uralkodói neve ismert, személynevének megállapítása csak feltételezéseken alapul. Ryholt felvetette, hogy azonos lehet Uadzseddel vagy Senehhel, a dinasztia olyan fáraóival, akiknek csak személyneve ismert. Szerinte egyes XIV. dinasztia korabeli pecsétek vizsgálata azt mutatja, hogy Uadzsed és Seneh Neheszi után uralkodtak, és mivel a Neheszi és Jakubher közt uralkodó királyok közül csak néhánynak maradt fenn korabeli forrásban említése, Uadzsed azonos lehet Neheszi egy viszonylag hosszú ideig hatalmon lévő utódjával, Szehebrével vagy Merdzsefarével.

## Fordítás
- Ez a szócikk részben vagy egészben  a   Merdjefare című angol Wikipédia-szócikk ezen változatának fordításán alapul.  Az eredeti cikk szerkesztőit annak laptörténete sorolja fel. Ez a jelzés csupán a megfogalmazás eredetét és a szerzői jogokat jelzi, nem szolgál a cikkben szereplő információk forrásmegjelöléseként.